# تريفور ألان
تريفور ألان (بالإنجليزية: Trevor Allan)‏ هو لاعب كرة مضرب أسترالي، ولد في 17 أغسطس 1955.

## وصلات خارجية
- تريفور ألان على موقع رابطة محترفي التنس (الإنجليزية)
- تريفور ألان على موقع الاتحاد الدولي لكرة المضرب (الإنجليزية)
- تريفور ألان على موقع خلاصة التنس.كوم (الإنجليزية)